# Michele Strazzabosco
Michele Strazzabosco (* 6. Februar 1976 in Asiago) ist ein ehemaliger italienischer Eishockeyspieler, der den Großteil seiner Karriere bei Asiago Hockey in der italienischen Serie A1 unter Vertrag stand.

## Karriere
Michele Strazzabosco begann seine Karriere als Eishockeyspieler in seinem Geburtsort beim HC Asiago. Dort spielte er für elf Spielzeiten und gewann 2001 den italienischen Meistertitel, im selben Jahr und auch 2002 die Coppa Italia sowie 2003 die Supercoppa. 2005 wechselte er zum HC Milano Vipers, wo er einen Zweijahresvertrag unterzeichnete und 2006 sowohl die italienische Meisterschaft als auch die Supercoppa gewinnen konnte. Da sich dieser Verein vor der Saison 2008/09 in die Serie A2 zurückzog und somit keine Serie-A1-Mannschaft mehr stellte, wechselte Michele Strazzabosco zum SG Cortina, wo er ein Jahr blieb. 
Im Sommer 2009 kehrte er zu seinem Heimatverein HC Asiago zurück und entwickelte sich dort zu einem der Führungsspieler der Mannschaft. 2010, 2011, 2013 und 2015 konnte er mit dem Team aus Venetien erneut die italienische Meisterschaft gewinnen, 2013 gelang auch der Erfolg in der Supercoppa.

### International
Für Italien nahm Michele Strazzabosco 1993 an der U18-Junioren-Europameisterschaft sowie der U20-B-Weltmeisterschaften teil. 1994 bestritt er erneut die U18-Europameisterschaft und die U20-B-Weltmeisterschaft. Im folgenden Jahr stand er im italienischen Aufgebot für die U20-B-Weltmeisterschaft.
Des Weiteren stand er im Aufgebot Italiens bei den A-Weltmeisterschaften 1999 und 2000. Nach der Umstellung auf das heutige Divisionensystem spielte er 2001, 2002, 2006, 2007, 2008 und 2010 in der Top-Division sowie 2003, 2004, 2005 und 2009 in der Division I. Außerdem vertrat er Italien bei den Olympischen Winterspielen 2006 in Turin und bei den Qualifikationsturnieren für die Spiele 2002 in Salt Lake City und 2010 in Vancouver.

## Erfolge und Auszeichnungen
- 2001 Italienischer Meister und Pokalsieger mit AS Asiago
- 2002 Italienischer Pokalsieger mit AS Asiago
- 2003 Gewinn der Supercoppa mit AS Asiago
- 2006 Italienischer Meister und Gewinn der Supercoppa mit dem HC Milano Vipers
- 2010 Italienischer Meister mit AS Asiago
- 2011 Italienischer Meister mit AS Asiago
- 2013 Italienischer Meister und Gewinn der Supercoppa mit Asiago Hockey
- 2015 Italienischer Meister mit Asiago Hockey

## Karrierestatistik
(Legende zur Spielerstatistik: Sp oder GP = absolvierte Spiele; T oder G = erzielte Tore; V oder A = erzielte Assists; Pkt oder Pts = erzielte Scorerpunkte; SM oder PIM = erhaltene Strafminuten; +/− = Plus/Minus-Bilanz; PP = erzielte Überzahltore; SH = erzielte Unterzahltore; GW = erzielte Siegtore; 1 Play-downs/Relegation; Kursiv: Statistik nicht vollständig)